# Czerwlonnaja
Czerwlonnaja (ros. Червлённая) – stanica w Rosji, w Czeczenii, w rejonie szełkowskim. W 2010 liczyła 9535 mieszkańców.